# Kodihalli, Hassan
Kodihalli là một làng thuộc tehsil Hassan, huyện Hassan, bang Karnataka, Ấn Độ.